# Руски језик
Руски језик (рус. русский язык) је званични језик Русије, Белорусије, Казахстана и Киргистана, а у прошло доба био је језик међународне комуникације у СССР. Осим Русије, користи се у земљама које су раније биле у саставу СССР, те исто тако и на подручјима компактног становиштва емиграната из земаља бившег СССР, као што су Израел, Немачка, Канада, Сједињене Америчке Државе, итд. — као матерњи језик дела становништва и као језик међународне комуникације. У Израелу, на пример, према подацима пописа становништва из 1999. живи 750 хиљада исељених из СССР. Тамо се објављују руски листови, те функционишу руске радио-станице и телевизијски канали. Одређени број оних који знају руски налази се у Источној Европи, где је руски донедавно био обавезан предмет у школама.
Према подацима Кембриџове енциклопедије језика, руски као први или други језик говори преко 455 милиона људи. Према подацима часописа „Language Monthly“ (№ 3 за 1997), око 285 милиона људи у свету говори руски језик, што га чини 4. језиком по распрострањености. Од ових, око 160 милиона га зове матерњим (што га чини у том погледу 7. у свету). Руски језик је један од 6 званичних језика УН. Године 1999. проглашен је за четврти најутицајнији језик на свету.

## Историја
Руски језик припада источној групи словенских језика.
Како се сматра, између 2. и 1. миленијума п. н. е. од индоевропских језика се издвојио протословенски дијалекат, који се током 1. миленијума преобликовао у прасловенски језик; у 6, 7. односно 8. веку после Христа распао се на три групе: источну, западну и јужну. Уз основе источнословенског (који се такође зове и староруски, односно древнерусский на руском, кад га треба издвојити од руског језика Московске кнежевине) између 14. и 15. века настали су савремени руски, украјински, и белоруски. Између 16. и 17. века настали су и северно- односно јужноруски дијалекти, са хибридним средњоруским у међупростору.
Централизација путем радија и телевизије умањује разлику међу дијалектима, али само у извесној мери; сами изговори становника Москве и Санкт Петербурга, двају највећих града, разликује се по нагласку.
„Слово о полку Игореве“ је међу најпознатијим и најстаријим књижевним делима, док је „Повесть временных лет“ међу најпознатијим делима средњег века.

### Историја руског књижевног језика
Књижевнојезичка традиција староруског језика настављена је на најнепосреднији начин у руском књижевном језику. Крајем  века ослабила је државна моћ Кијевске Русије, ојачали су локални центри и постало је изразитије присуство дијалекатских црта у староруском језику, да би затим стицај више унутрашњих и спољашњих фактора (татарско-монголска најезда, а касније опасност од пољске и литавске експанзије са запада) још више убрзао процес формирања посебних источнословенских народа и њихових језика. Политички и културни центар великоруског народа била је Ростовско-суздаљска земља, а касније - Московска држава. Током  и  века на тлу Московске државе формира се великоруски народ, као и великоруски језик са основним групама дијалеката које су се углавном сачувале до данас.
У 14. веку завршава се период општеисточнословенског, односно староруског језика (древнерусский язык) и почиње период староруског језика у ужем смислу (старорусский язык), који је трајао до  века; од XVII века почиње период развоја руског језика; он се завршава почетком  века, када се формира савремени руски језик.
Иако је писменост Московске државе настављала традицију староруске писмености, под утицајем нових историјских околности у њој је дошло до неких промена. Оне су биле највидљивије у административним документима, у државној и пословној преписци, у чијој основи је био живи народни великоруски језик. С друге стране, црквенословенски језик строго је чуван од иновација, а било је и покушаја његове архаизације. У томе се огледа тзв. други јужнословенски утицај на источнословенску писменост (први је био у  веку, а до другог је дошло после турског продора на Балкан када су многи учени људи избегли пред османлијском најездом на словенски исток).
Крајем  и почетком XVII века долази до осетнијег утицаја јужних говора на народни језик московског центра. У изговору се учвршћује „акање“ (изговор гласа /а/ на месту неакцентованог /о/, што је и данас карактеристично за руски језик). Међутим, у књишком језику чува се „окање“ и низ језичких црта које се наслањају на црквенословенску књижевну традицију. Те и друге противречности превладане су тек у  веку, умногоме заслугом књижевника и научника Василија К. Тредиаковског, а посебно Михаила В. Ломоносова и његовог филолошког, песничког и укупног научног рада. Из Ломоносовљевог научног опуса за развој руске граматичке мисли и формирање руског књижевног језика нарочито је значајна његова Руска граматика, објављена 1755. године.
Ломоносов је практично стабилизовао основне тенденције развоја руског књижевног језика које су биле наговештене у XVII веку. Посебно је била значајна његова теорија о три стила у руском књижевном језику, а то су високи, средњи и ниски стил, од којих сваки има и неке само за њега карактеристичне језичке црте. У току даљег развоја руског књижевног језика дошло је до јачања жанровске разноврсности средњег стила и учвршћивања његових норми, тако да је у првој половини  века, посебно током тридесетих и четрдесетих година, формиран јединствен књижевни језик са јединственом књижевнојезичком нормом. Велику улогу у конституисању савременог руског књижевног језика имала су дела руских песника, писаца, научника и публициста XIX века.
Развој руске књижевности почео је пошто су Источни Словени примили хришћанство (988. год)., а са њим и писменост. С књигама на старословенском и грчком језику стизали су јужнословенски и византијски утицаји. Стара руска књижевност развила се из књижевности Кијевске Русије. Поред црквене убрзо се развија и световна књижевност, на пример хагиографије, проповеди и летописи (један од најпознатијих је Несторов летопис, око 1113. год.). У периоду феудалне расцепканости Кијевске Русије и експанзије Полована (XII век) настају многа значајна књижевна дела, међу њима и спев Слово о Игоревом походу (1185—1187).
После периода извесног застоја у развоју књижевности због монголско-татарске најезде (XIII-XIV век) кијевска традиција се од XIV до XVI века наставља у Москви, Новгороду, Тверу, Смоленску и Пскову. У периоду консолидације руске централизоване државе (XVI век) преовладавале су публицистичке тенденције до XВII века, у којем настаје Житије протопопа Авакума, као и нове световне књижевне врсте, дворско позориште, силабичка версификација. У XVII веку развија се руска књижевност барока (С. Полоцки), али још увек књижевност има јаке црквене, научне и публицистичке функције. Од прве половине XVIII века доминира класицизам (М. Ломоносов, А. Сумароков и др.), да би у другој половини  века, под утицајем француског просветитељства, ојачали елементи друштвене критике у делима сатиричара Дениса Фонвизина и Ивана Крилова. Гаврило Державин уводи у поезију интимна осећања и наговештава предромантизам и сентиментализам, који је делимично присутан већ седамдесетих година XVIII vека. Водећи представници сентиментализма били су Александар Н. Радишчев, са револуционарном тематиком, и Николај М. Карамзин. Предромантизам је доживео успон почетком XIX века у елегичној поезији Василија А. Жуковског.
Руска књижевност постаје светски позната од Александра С. Пушкина, за којим следи плејада великих руских књижевника XIX века: Михаил Ј. Љермонтов, Николај В. Гогољ, Лав Н. Толстој, Фјодор М. Достојевски, Тјутчев, Фјодор Иванович, Иван А. Гончаров, Николај С. Љесков и други. Поезија Афанасија А. Фета и Инокентија Ф. Ањенског, као и проза Всеволода М. Гаршина и Антона П. Чехова наговестиле су долазак модерне. Тај период размеђа двају векова назива се и сребрним веком руске књижевности (њеним златним веком сматра се књижевност прве половине XIX века). Александар А. Блок, Андреј Бели, Валериј Ј. Брјусов и Фјодор К. Сологуб водећи су представници симболизма. Акмеизмом и футуризмом (Л. Гумиљов, В. Мајаковски, В Хлебњиков и др.) почео је авангардни период у развоју руске књижевности, који је Октобарска револуција учврстила. Нове књижевне тенденције приметне су и у стваралаштву Александра И. Куприна, Ивана А. Буњина, Леонида Н. Андрејева (касније експресионисте) као и других писаца тога времена. Иако су се многи значајни писци после револуције нашли у емиграцији, авангардност је током двадесетих година још постојала у бројним књижевним групама (ЛЕФ, Серапионова браћа, конструктивисти и др.) или изван таквих група. У то време стварају Ана А. Ахматова, Осип Е. Мандељштам, Владимир В. Мајаковски, Марина И. Цветајева, Велимир Хлебњиков, Борис Л. Пастернак, Сергеј А. Јесењин, Леонид М. Леонов, Алексеј К. Толстој, Јевгеније И. Замјатин, Николај А. Заболоцки, Михаил М. Зошченко и многи други.
Стаљинистичке репресије тај развој заустављају. Следи период социјалистичког реализма са сразмерно ређим делима која од тог правца одступају и имају значајну уметничку вредност (нпр. најпознатији романи М. М. Булгакова и М. А. Шолохова), Са наступањем политичког „отопљавања“ (1954—1957) јачају тежње за стварањем слободнијег књижевног живота и критичким приказивањем стварности (нпр. А. И. Солжењицин, А. П. Платонов и др), као и трагања за "изгубљеном традицијом" и новим изражајним могућностима (А. А. Вознесенски, В. П. Катајев, Ј. А. Јевтушенко, Б. Ш. Окуџава и многи други).

## Основне речи и реченице на руском језику
У заградама је дата приближна транскрипција на српском језику. Подебљани делови текста означавају место нагласка у речи.
- да - (/da/) - да
- нет - (/nʲet/) - не
- Здравствуйте - (/'zdɾa.stvʊj.tʲe/) - Здраво
- Спасибо - (/spɐ'sʲibə/) - Хвала
- Не за что - (/'nʲe zə ʂtə/) - Нема на чему
- Доброе утро - (/'dobrəje 'utrə/) - Добро јутро
- Добрый день - (/'dobrɨj 'dʲenʲ/) - Добар дан
- Добрый вечер - (/'dobrɨj 'vʲet͡ɕer/) - Добро вече
- До свидания - (/dɐ svʲɪ'danʲɪjə/) - До виђења
- Как вас зовут? - (/kak vas zɐ'vut/) - Како се зовете?
- Меня зовут - (/mʲɪ'nʲa zɐ'vut/) - Зовем се ...
- Пожалуйста - (/pɐ'ʐɑɫstə/) - Молим Вас/те
- Извините - (/ɪzvʲɪ'nʲitʲe/) - Извините
- я - (/'ja/) - ја
- мы - (/'mɨ/) - ми
- ты - (/'tɨ/) - ти
- вы - (/'vɨ/) - ви
- они - (/ɐ'nʲi/) - они
- Как дела? - (/kɐg dʲɪ'ɫa/)? - Како сте?
- Большое спасибо. Хорошо, а у вас? - (/bɐlʲ'ʂoje spɐ'sʲibə/ /xərɐˈʂo, a u 'vas/) - Много хвала. Добро, а ви?
- жена - (/ʐɨ'na/) - супруга
- муж - (/muʂ/) - супруг
- слово - (/'sɫo.və/) - реч
- буква - (/'bukvə/) - слово
- сегодня - (/sʲɪ'vodnʲə/) - данас

## Писмо
Руски језик се пише руским ћириличним писмом, алфабетом (рус. алфавит). Савремени руски алфабет (стандардизован 1918) поседује 33 слова.
|  |  |  |  |  |  |  |
|  |  |  |  |  |  |  |
|  |  |  |  |  |  |  |
|  |  |  |  |  |  |  |
|  |  |  |  |  |  |  |

## Руски језик после Совјетског Савеза — политичке теме
Услед распада Совјетског Савеза већина независних земаља је отпочела политику такозване дерусификације, мада у овим земљама и данас живе многобројне етнички и језички руске мањине. Ово се најпре десило у земљама Балтика, Молдавији и Туркменистану. Оваква политика довела је до потпуног прекида школовања на руском језику, прекид финансирања локалних радио и телевизијских програма на руском језику, као и за превођење радио и телевизијских програма из Русије, а повећани су и порези за руску периодичну штампу.

### На енглеском
- Comrie, Bernard; Gerald Stone; Maria Polinsky (1996). The Russian Language in the Twentieth Century (2nd изд.). Oxford: Oxford University Press. ISBN 978-0-19-824066-2.
- Carleton, T.R. (1991). Introduction to the Phonological History of the Slavic Languages. Columbus, Ohio: Slavica Press.
- Cubberley, P. (2002). Russian: A Linguistic Introduction (1st изд.). Cambridge: Cambridge University Press. ISBN 978-0-521-79641-5.
- Sussex, Roland; Cubberley, Paul (2006). The Slavic languages. Cambridge: Cambridge University Press. ISBN 978-0-521-22315-7.
- Timberlake, Alan (2004). A Reference Grammar of Russian. New York: Cambridge University Press. ISBN 978-0-521-77292-1.
- Timberlake, Alan (1993). „Russian”.  Ур.: Comrie, Bernard; Corbett, Greville G. The Slavonic languages. London, New York: Routledge. стр. 827—886. ISBN 978-0-415-04755-5.
- Wade, Terence (2000).  Holman, Michael, ур. A Comprehensive Russian Grammar (2nd изд.). Oxford: Blackwell Publishing. ISBN 978-0-631-20757-3.

### На руском
- журнал «Демоскоп Weekly» № 571 – 572 14 – 31 октября 2013. А. Арефьев. Тема номера: сжимающееся русскоязычие. Демографические изменения - не на пользу русскому языку
- Русский язык на рубеже XX-XXI веков — М.: Центр социального прогнозирования и маркетинга, 2012. — 482 стр. Аннотация книги в РУССКИЙ ЯЗЫК НА РУБЕЖЕ XX-XXI ВЕКОВ
- журнал «Демоскоп Weekly» № 329 – 330 14 – 27 апреля 2008. К. Гаврилов. Е. Козиевская. Е. Яценко. Тема номера: русский язык на постсоветских просторах. Где есть потребность в изучении русского языка
- журнал «Демоскоп Weekly» № 251 – 252 19 июня - 20. августа 2006. А. Арефьев. Тема номера: сколько людей говорят и будут говорить по-русски? Будет ли русский в числе мировых языков в будущем?
- Жуковская Л. П. (отв. ред.) Древнерусский литературный язык и его отношение к старославянскому. — М.: «Наука», 1987.
- Иванов В. В. Историческая грамматика русского языка. — М.: «Просвещение», 1990.
- Новиков Л. А. Современный русский язык: для высшей школы. -— М.: Лань, 2003.
- Филин Ф. П. О словарном составе языка Великорусского народа. // Вопросы языкознания. — М., 1982, № 5. — С. 18—28